# NIC Assen

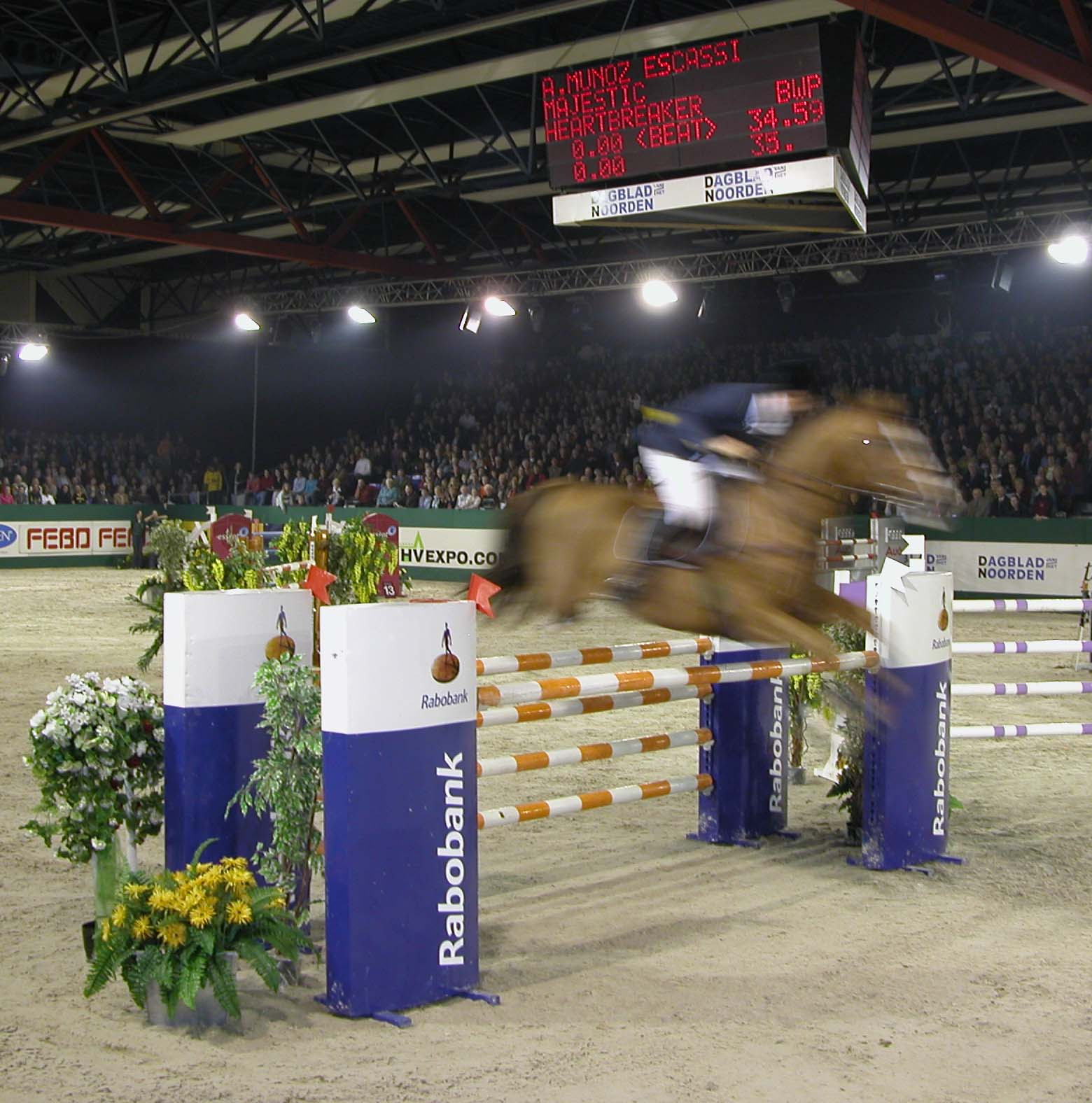
Reiter auf einem Pferd während des NIC Zuidlaren 2004

Das NIC Assen war ein internationales Reitturnier, welches ab 2009 im niederländischen Assen ausgetragen wurde. Der vollständige Name des Turniers lautete Noorderlijk Internationaal Concours hippique Assen, es wurde jedoch meist nur als NIC Assen bezeichnet.
Im Rahmen des Turniers wurden nationale und internationale Prüfungen im Springreiten sowie nationale Prüfungen im Dressurreiten ausgetragen. Das Turnier fand. jeweils im Oktober statt, Austragungsort ist die TT Hall in Assen. Die für 2015 vorgesehene 60. Austragung des NIC fand nicht statt. Auch im Jahr 2016 wurde aufgrund zu weniger Sponsoren und einer zu geringen Zahl an Zuschauern in der Vorjahren kein Turnier durchgeführt.

## NIC bis 2008
Bis in das Jahr 2008 wurde das Turnier überwiegend von der Firma BCM organisiert und im wenige Kilometer nördlich von Assen gelegenen Zuidlaren ausgetragen.
Im Februar 2010 wurde einmalig am bisherigen Veranstaltungsort des NIC, dem Prins Bernhardhoeve (Prinz-Bernhard-Hof) in Zuidlaren das erste Jumping International Zuidlaren, ein CSI 3*, ausgetragen. Auch hier wurden nationale und internationale Prüfungen im Springreiten sowie nationale Prüfungen im Dressurreiten ausgetragen.

## Sieger (seit 2002)

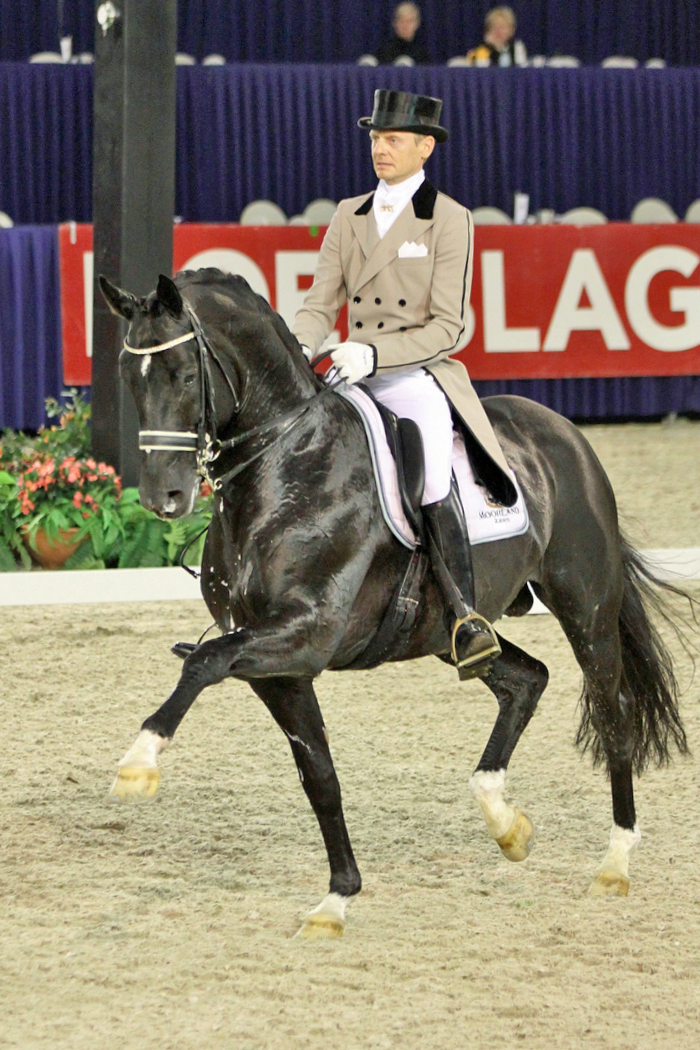
Das Siegerpaar der Grand Prix Kür 2009

Der Höhepunkt der Springprüfungen ist der Grote Prijs van Drenthe (Großer Preis von Drenthe), einer internationalen Springprüfung mit Stechen. Dieser wird am Sonntagnachmittag ausgetragen.
Höhepunkt der Dressur ist die Grand Prix Kür, die seit 2009 am Sonntagabend ausgetragen wird. Zuvor wurde diese am Sonntagmorgen ausgetragen.
| Jahr, Austragungsort | Ausschreibung des Turniers                                 | Sieger im Großen Preis                | Sieger in der Grand Prix Kür                             |
| -------------------- | ---------------------------------------------------------- | ------------------------------------- | -------------------------------------------------------- |
| 2002 Zuidlaren       | internationale Springprüfungen, nationale Dressurprüfungen | Conor Swail King Koal                 | Anky van Grunsven Salinero                               |
| 2003 Zuidlaren       | internationale Springprüfungen, nationale Dressurprüfungen | Peter Geerink Joint Venture           | Marlies van Baalen Idocus                                |
| 2004 Zuidlaren       | CSI 3*                                                     | Albert Zoer Lowina                    | keine Dressurprüfungen auf Grand Prix-Niveau ausgetragen |
| 2005 Zuidlaren       | CSI 3*, nationale Dressurprüfungen                         | Ben Maher Niko                        | Edward Gal Gribaldi                                      |
| 2006 Zuidlaren       | CSI 3*, nationale Dressurprüfungen                         | Jos Lansink Ta Belle van Sombeke      | Anne van Uijtert Lucky Times                             |
| 2007 Zuidlaren       | CSI 3*, nationale Dressurprüfungen                         | Maikel van der Vleuten Parmala Douche | Kirsten Beckers Jazz                                     |
| 2008 Zuidlaren       | CSI 3*                                                     | Angelique Hoorn O'Brien               | keine Dressurprüfungen auf Grand Prix-Niveau ausgetragen |
| 2009 Assen           | CSI 3*, nationale Dressurprüfungen                         | Michael Greeve Ronaldo                | Edward Gal Totilas (90,083 %)                            |
| 2010 Assen           |                                                            | Turnier abgesagt                      | Turnier abgesagt                                         |
| 2011 Assen           | CSI 3*, nationale Dressurprüfungen                         | Vincent Voorn Gestion Priamus Z       | Patrick van der Meer Uzzo (78,667 %)                     |
| 2012 Assen           | CSI 3*, nationale Dressurprüfungen                         | Leon Thijssen Tyson                   | Thamar Zweistra Truman (74,208 %)                        |
| 2013 Assen           | CSI 2*, nationale Dressurprüfungen                         | Jody van Gerwen Tantalus              | Patrick van der Meer Zippo (78,000 %)                    |
| 2014 Assen           | CSI 2*                                                     | Marc Houtzager Uppity                 |                                                          |